# Gouvernorat du Liban-Sud
Pour l’article homonyme, voir Liban du Sud.
Le gouvernorat du Liban-Sud (arabe : Al Janoub « le Sud ») est une subdivision administrative située au Liban du Sud. Sa population est de 360 000 habitants (23,5 % chrétiens), pour une superficie de 2 000 km2. Sa capitale est la ville Sidon.

## Présentation
Le gouvernorat est divisé en trois districts :
- District de Sidon
- District de Jezzine
- District de Tyr